# Shuttle Carrier Aircraft

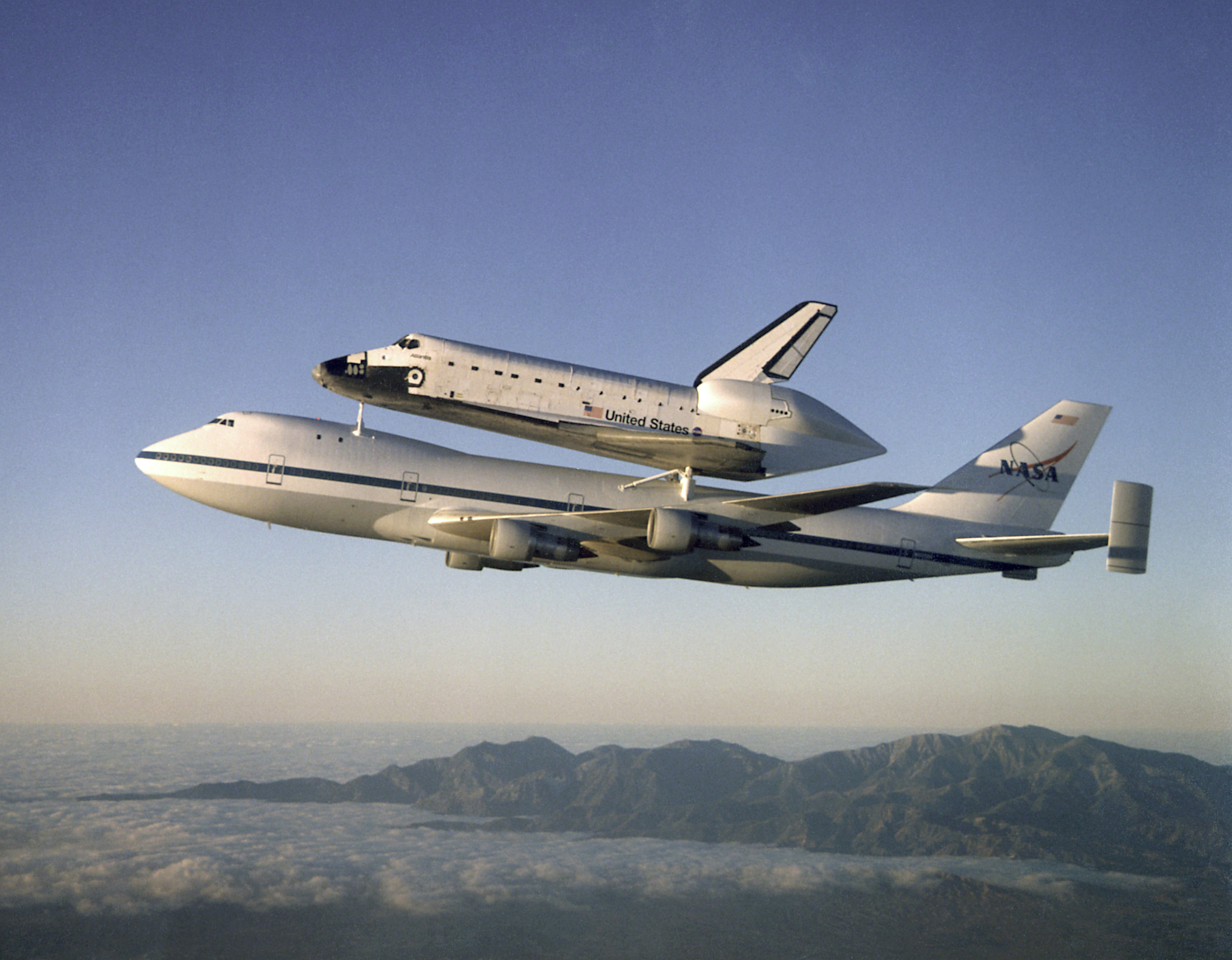
Shuttle Carrier Aircraft purtând naveta spaţială

Shuttle Carrier Aircraft (SCA) sunt două avioane Boeing 747 modificate pentru a transporta naveta spațială Space Shuttle de la aeroporturile de aterizare înapoi la Kennedy Space Center în Florida, în cazul în care distanțele sunt prea mari pentru transportul terestru.